# 克盧格雷尼鄉 (久爾久縣)
44°11′00″N 26°00′00″E / 44.1833°N 26°E
克盧格雷尼鄉（羅馬尼亞語：Comuna Călugăreni, Giurgiu），是羅馬尼亞的鄉份，位於該國南部，由久爾久縣負責管轄，處於布加勒斯特以南30公里，每年平均降雨量986毫米，海拔高度47米，2007年人口6,270。